# Eisschnelllauf-Sprintweltmeisterschaft 1984
Die 15. Eisschnelllauf-Sprintweltmeisterschaft wurde vom 3. bis 4. März im norwegischen Trondheim ausgetragen.

## Wettbewerb
- 53 Sportler aus 13 Nationen nahmen am Mehrkampf teil

| Teilnehmende Nationen                     | Teilnehmende Nationen                                      | Teilnehmende Nationen  | Teilnehmende Nationen          |
| ----------------------------------------- | ---------------------------------------------------------- | ---------------------- | ------------------------------ |
| Kanada Finnland Frankreich BR Deutschland | Deutsche Demokratische Republik Japan Niederlande Norwegen | Polen Schweiz Schweden | Sowjetunion Vereinigte Staaten |

### Frauen

#### Endstand
- Zeigt die zwölf erfolgreichsten Sportlerinnen der Sprint-WM

| Rang | Name                            | 1. Lauf 500 Meter | Pkt.  | 1. Lauf 1.000 Meter | Pkt.  | 2. Lauf 500 Meter | Pkt.  | 2. Lauf 1.000 Meter | Pkt.  | Gesamt- pkt. |
| ---- | ------------------------------- | ----------------- | ----- | ------------------- | ----- | ----------------- | ----- | ------------------- | ----- | ------------ |
| 1    | Karin Enke                      | 41,35 (1)         | 41,35 | 1:22,37 (1)         | 41,18 | 41,20 (1)         | 41,20 | 1:23,26 (1)         | 41,63 | 165,365      |
| 2    | Walentina Lalenkowa-Holowenkina | 41,52 (2)         | 41,52 | 1:23,76 (2)         | 41,88 | 41,20 (1)         | 41,20 | 1:23,29 (2)         | 41,64 | 166,245      |
| 3    | Natalja Schiwe-Glebowa          | 41,54 (3)         | 41,54 | 1:24,42 (5)         | 42,21 | 41,21 (3)         | 41,21 | 1:24,48 (3)         | 42,24 | 167,200      |
| 4    | Irina Kuleschowa-Kowrowa        | 41,60 (4)         | 41,60 | 1:24,00 (3)         | 42,00 | 41,46 (5)         | 41,46 | 1:24,88 (5)         | 42,44 | 167,500      |
| 5    | Monika Holzner-Pflug            | 42,01 (7)         | 42,01 | 1:24,45 (6)         | 42,22 | 41,35 (4)         | 41,35 | 1:25,16 (6)         | 42,58 | 168,165      |
| 6    | Erwina Rys-Ferens               | 42,55 (9)         | 42,55 | 1:24,48 (7)         | 42,24 | 42,16 (8)         | 42,16 | 1:24,86 (4)         | 42,43 | 169,380      |
| 7    | Skadi Walter                    | 41,81 (6)         | 41,81 | 1:26,42 (10)        | 43,21 | 41,49 (6)         | 41,49 | 1:26,20 (8)         | 43,10 | 169,610      |
| 8    | Bonnie Blair                    | 42,62 (10)        | 42,62 | 1:26,36 (9)         | 43,18 | 42,25 (9)         | 42,25 | 1:25,86 (7)         | 42,93 | 170,980      |
| 9    | Natalja Petrusjowa              | 41,63 (5)         | 41,63 | 1:24,22 (4)         | 42,11 | 42,90 (12)        | 42,90 | 1:29,00 (21)        | 44,50 | 171,140      |
| 10   | Carola Bürger                   | 42,79 (11)        | 42,79 | 1:25,56 (8)         | 42,78 | 42,63 (10)        | 42,63 | 1:26,38 (11)        | 43,19 | 171,390      |
| 11   | Sigrid Smuda                    | 43,43 (14)        | 43,43 | 1:27,20 (12)        | 43,60 | 43,27 (16)        | 43,27 | 1:26,99 (13)        | 43,49 | 173,795      |
| 12   | Katie Class                     | 43,13 (12)        | 43,13 | 1:27,56 (14)        | 43,78 | 43,00 (14)        | 43,00 | 1:27,88 (15)        | 43,94 | 173,850      |

#### 1. Lauf 500 Meter
| Platz | Name                            | Land                            | Zeit  | Punkte |
| ----- | ------------------------------- | ------------------------------- | ----- | ------ |
| 1     | Karin Enke                      | Deutsche Demokratische Republik | 41,35 | 41,35  |
| 2     | Walentina Lalenkowa-Holowenkina | Sowjetunion                     | 41,52 | 41,52  |
| 3     | Natalja Schiwe-Glebowa          | Sowjetunion                     | 41,54 | 41,54  |
| 4     | Irina Kuleschowa-Kowrowa        | Sowjetunion                     | 41,60 | 41,60  |
| 5     | Natalja Petrusjowa              | Sowjetunion                     | 41,63 | 41,63  |
| 6     | Skadi Walter                    | Deutsche Demokratische Republik | 41,81 | 41,81  |
| 7     | Monika Holzner-Pflug            | BR Deutschland                  | 42,01 | 42,01  |
| 8     | Silvia Brunner                  | Schweiz                         | 42,45 | 42,45  |
| 9     | Erwina Ryś-Ferens               | Polen                           | 42,55 | 42,55  |
| 10    | Bonnie Blair                    | Vereinigte Staaten              | 42,62 | 42,62  |
| 11    | Carola Bürger                   | Deutsche Demokratische Republik | 42,79 | 42,79  |
|       |                                 |                                 |       |        |
| 14    | Sigrid Smuda                    | BR Deutschland                  | 43,43 | 43,43  |
| 24    | Manuela Haßmann                 | BR Deutschland                  | 44,29 | 44,29  |

#### 1. Lauf 1.000 Meter
| Platz | Name                            | Land                                    | Zeit    | Punkte |
| ----- | ------------------------------- | --------------------------------------- | ------- | ------ |
| 1     | Karin Enke                      | Deutsche Demokratische Republik         | 1:22,37 | 41,18  |
| 2     | Walentina Lalenkowa-Holowenkina | Sowjetunion                             | 1:23,76 | 41,88  |
| 3     | Irina Kuleschowa-Kowrowa        | Sowjetunion                             | 1:24,00 | 42,00  |
| 4     | Natalja Petrusjowa              | Sowjetunion                             | 1:24,22 | 42,11  |
| 5     | Natalja Schiwe-Glebowa          | Sowjetunion                             | 1:24,42 | 42,21  |
| 6     | Monika Holzner-Pflug            | BR Deutschland                          | 1:24,45 | 42,22  |
| 7     | Erwina Ryś-Ferens               | Polen                                   | 1:24,48 | 42,24  |
| 8     | Carola Bürger                   | Deutsche Demokratische Republik         | 1:25,56 | 42,78  |
| 9     | Bonnie Blair                    | Vereinigte Staaten                      | 1:26,36 | 43,18  |
| 10    | Skadi Walter Silvia Brunner     | Deutsche Demokratische Republik Schweiz | 1:26,42 | 43,21  |
|       |                                 |                                         |         |        |
| 12    | Sigrid Smuda                    | BR Deutschland                          | 1:27,20 | 43,60  |
| 20    | Manuela Haßmann                 | BR Deutschland                          | 1:28,92 | 44,46  |

#### 2. Lauf 500 Meter
| Platz | Name                                      | Land                                        | Zeit  | Punkte |
| ----- | ----------------------------------------- | ------------------------------------------- | ----- | ------ |
| 1     | Karin Enke Walentia Lalenkowa-Holowenkina | Deutsche Demokratische Republik Sowjetunion | 41,20 | 41,20  |
| 3     | Natalja Schiwe-Glebowa                    | Sowjetunion                                 | 41,21 | 41,21  |
| 4     | Monika Holzner-Pflug                      | BR Deutschland                              | 41,35 | 41,35  |
| 5     | Irina Kuleschowa-Kowrowa                  | Sowjetunion                                 | 41,46 | 41,46  |
| 6     | Skadi Walter                              | Deutsche Demokratische Republik             | 41,49 | 41,49  |
| 7     | Silvia Brunner                            | Schweiz                                     | 41,97 | 41,97  |
| 8     | Erwina Ryś-Ferens                         | Polen                                       | 42,16 | 42,16  |
| 9     | Bonnie Blair                              | Vereinigte Staaten                          | 42,25 | 42,25  |
| 10    | Carola Bürger                             | Deutsche Demokratische Republik             | 42,63 | 42,63  |
|       |                                           |                                             |       |        |
| 16    | Sigrid Smuda                              | BR Deutschland                              | 43,27 | 43,27  |
| 22    | Manuela Haßmann                           | BR Deutschland                              | 43,90 | 43,90  |

#### 2. Lauf 1.000 Meter
| Platz | Name                            | Land                            | Zeit    | Punkte |
| ----- | ------------------------------- | ------------------------------- | ------- | ------ |
| 1     | Karin Enke                      | Deutsche Demokratische Republik | 1:23,26 | 41,63  |
| 2     | Walentina Lalenkowa-Holowenkina | Sowjetunion                     | 1:23,29 | 41,64  |
| 3     | Natalja Schiwe-Glebowa          | Sowjetunion                     | 1:24,48 | 42,24  |
| 4     | Erwina Ryś-Ferens               | Polen                           | 1:24,86 | 42,43  |
| 5     | Irina Kuleschowa-Kowrowa        | Sowjetunion                     | 1:24,88 | 42,44  |
| 6     | Monika Holzner-Pflug            | BR Deutschland                  | 1:25,16 | 42,58  |
| 7     | Bonnie Blair                    | Vereinigte Staaten              | 1:25,86 | 42,93  |
| 8     | Skadi Walter                    | Deutsche Demokratische Republik | 1:26,20 | 43,10  |
| 9     | Annette Carlén-Karlsson         | Schweden                        | 1:26,21 | 43,10  |
| 10    | Yvonne van Gennip               | Niederlande                     | 1:26,33 | 43,16  |
|       |                                 |                                 |         |        |
| 11    | Carola Bürger                   | Deutsche Demokratische Republik | 1:26,38 | 43,19  |
| 13    | Sigrid Smuda                    | BR Deutschland                  | 1:26,99 | 43,49  |
| 23    | Manuela Haßmann                 | BR Deutschland                  | 1:29,46 | 44,73  |

### Männer

#### Endstand
- Zeigt die zwölf erfolgreichsten Sportler der Sprint-WM

| Rang | Name               | 1. Lauf 500 Meter | Pkt.  | 1. Lauf 1.000 Meter | Pkt.  | 2. Lauf 500 Meter | Pkt.  | 2. Lauf 1.000 Meter | Pkt.  | Gesamt- pkt. |
| ---- | ------------------ | ----------------- | ----- | ------------------- | ----- | ----------------- | ----- | ------------------- | ----- | ------------ |
| 1    | Gaétan Boucher     | 38,21 (2)         | 38,21 | 1:15,95 (2)         | 37,97 | 38,02 (4)         | 38,02 | 1:14,99 (1)         | 37,49 | 151,700      |
| 2    | Sergei Chlebnikow  | 38,24 (3)         | 38,24 | 1:15,50 (1)         | 37,75 | 37,98 (3)         | 37,98 | 1:15,48 (2)         | 37,74 | 151,710      |
| 3    | Kai Arne Engelstad | 38,69 (9)         | 38,69 | 1:16,82 (3)         | 38,41 | 38,14 (8)         | 38,14 | 1:16,21 (3)         | 38,10 | 153,345      |
| 4    | Nick Thometz       | 48,41 (5)         | 48,41 | 1:17,47 (5)         | 38,73 | 38,12 (7)         | 38,12 | 1:16,82 (5)         | 38,41 | 153,675      |
| 5    | Sergei Fokitschew  | 37,92 (1)         | 37,92 | 1:18,88 (16)        | 39,44 | 37,74 (1)         | 37,74 | 1:18,89 (18)        | 39,44 | 154,545      |
| 6    | Alexander Danilin  | 38,52 (6)         | 38,52 | 1:18,18 (8)         | 39,09 | 38,03 (5)         | 38,03 | 1:18,30 (12)        | 39,15 | 154,790      |
| 7    | Dan Jansen         | 38,63 (8)         | 38,63 | 1:17,97 (6)         | 38,98 | 38,06 (6)         | 38,06 | 1:18,38 (13)        | 39,19 | 154,865      |
| 8    | Akira Kuroiwa      | 38,28 (4)         | 38,28 | 1:19,12 (18)        | 39,56 | 37,90 (2)         | 37,90 | 1:18,43 (15)        | 39,21 | 154,955      |
| 9    | Kimihiro Hamaya    | 38,72 (10)        | 38,72 | 1:18,50 (10)        | 39,25 | 38,72 (17)        | 38,72 | 1:17,43 (7)         | 38,71 | 155,405      |
| 10   | Uwe-Jens Mey       | 38,60 (7)         | 38,60 | 1:19,33 (19)        | 39,66 | 38,35 (11)        | 38,35 | 1:17,87 (10)        | 38,93 | 155,550      |
| 11   | Hein Vergeer       | 39,12 (19)        | 39,12 | 1:18,51 (11)        | 39,25 | 38,51 (13)        | 38,51 | 1:17,56 (8)         | 38,78 | 155,665      |
| 12   | Jacques Thibault   | 39,07 (18)        | 39,07 | 1:18,64 (12)        | 39,32 | 38,40 (12)        | 38,40 | 1:17,79 (9)         | 38,89 | 155,685      |

#### 1. Lauf 500 Meter
| Platz | Name               | Land                            | Zeit  | Punkte |
| ----- | ------------------ | ------------------------------- | ----- | ------ |
| 1     | Sergei Fokitschew  | Sowjetunion                     | 37,92 | 37,92  |
| 2     | Gaétan Boucher     | Kanada                          | 38,21 | 38,21  |
| 3     | Sergei Chlebnikow  | Sowjetunion                     | 38,24 | 38,24  |
| 4     | Akira Kuroiwa      | Japan                           | 38,28 | 38,28  |
| 5     | Nick Thometz       | Vereinigte Staaten              | 48,41 | 48,41  |
| 6     | Alexander Danilin  | Sowjetunion                     | 38,52 | 38,52  |
| 7     | Uwe-Jens Mey       | Deutsche Demokratische Republik | 38,60 | 38,60  |
| 8     | Dan Jansen         | Vereinigte Staaten              | 38,63 | 38,63  |
| 9     | Kai Arne Engelstad | Norwegen                        | 38,69 | 38,69  |
| 10    | Kimihiro Hamaya    | Japan                           | 38,72 | 38,72  |
|       |                    |                                 |       |        |
| 21    | Fritz Gawenus      | BR Deutschland                  | 39,36 | 39,36  |

#### 1. Lauf 1.000 Meter
| Platz | Name               | Land                            | Zeit    | Punkte |
| ----- | ------------------ | ------------------------------- | ------- | ------ |
| 1     | Sergei Chlebnikow  | Sowjetunion                     | 1:15,50 | 37,75  |
| 2     | Gaétan Boucher     | Kanada                          | 1:15,95 | 37,97  |
| 3     | Kai Arne Engelstad | Norwegen                        | 1:16,82 | 38,41  |
| 4     | Erik Henriksen     | Vereinigte Staaten              | 1:17,42 | 38,71  |
| 5     | Nick Thometz       | Vereinigte Staaten              | 1:17,47 | 38,73  |
| 6     | Dan Jansen         | Vereinigte Staaten              | 1:17,97 | 38,98  |
| 7     | Frode Rønning      | Norwegen                        | 1:18,17 | 39,08  |
| 8     | Alexander Danilin  | Sowjetunion                     | 1:18,18 | 39,09  |
| 9     | Jouko Vesterlund   | Finnland                        | 1:18,32 | 39,16  |
| 10    | Kimihiro Hamaya    | Japan                           | 1:18,50 | 39,25  |
|       |                    |                                 |         |        |
| 15    | Fritz Gawenus      | BR Deutschland                  | 1:18,87 | 39,43  |
| 19    | Uwe-Jens Mey       | Deutsche Demokratische Republik | 1:19,33 | 39,66  |

#### 2. Lauf 500 Meter
| Platz | Name               | Land                            | Zeit  | Punkte |
| ----- | ------------------ | ------------------------------- | ----- | ------ |
| 1     | Sergei Fokitschew  | Sowjetunion                     | 37,74 | 37,74  |
| 2     | Akira Kuroiwa      | Japan                           | 37,90 | 37,90  |
| 3     | Sergei Chlebnikow  | Sowjetunion                     | 37,98 | 37,98  |
| 4     | Gaétan Boucher     | Kanada                          | 38,02 | 38,02  |
| 5     | Alexander Danilin  | Sowjetunion                     | 38,03 | 38,03  |
| 6     | Dan Jansen         | Vereinigte Staaten              | 38,06 | 38,06  |
| 7     | Nick Thometz       | Vereinigte Staaten              | 38,12 | 38,12  |
| 8     | Kai Arne Engelstad | Norwegen                        | 38,14 | 38,14  |
| 9     | Yasushi Suzuki     | Japan                           | 38,18 | 38,18  |
| 10    | Yoshihiro Kitazawa | Japan                           | 38,19 | 38,19  |
|       |                    |                                 |       |        |
| 11    | Uwe-Jens Mey       | Deutsche Demokratische Republik | 38,35 | 38,35  |
| 26    | Fritz Gawenus      | BR Deutschland                  | 39,19 | 39,19  |

#### 2. Lauf 1.000 Meter
| Platz | Name               | Land                            | Zeit    | Punkte |
| ----- | ------------------ | ------------------------------- | ------- | ------ |
| 1     | Gaétan Boucher     | Kanada                          | 1:14,99 | 37,49  |
| 2     | Sergei Chlebnikow  | Sowjetunion                     | 1:15,48 | 37,74  |
| 3     | Kai Arne Engelstad | Norwegen                        | 1:16,21 | 38,10  |
| 4     | Erik Henriksen     | Vereinigte Staaten              | 1:16,44 | 38,22  |
| 5     | Nick Thometz       | Vereinigte Staaten              | 1:16,82 | 38,41  |
| 6     | Rolf Falk-Larssen  | Norwegen                        | 1:17,37 | 38,68  |
| 7     | Kimihiro Hamaya    | Japan                           | 1:17,43 | 38,71  |
| 8     | Hein Vergeer       | Niederlande                     | 1:17,56 | 38,78  |
| 9     | Jacques Thibault   | Kanada                          | 1:17,79 | 38,89  |
| 10    | Uwe-Jens Mey       | Deutsche Demokratische Republik | 1:17,87 | 38,93  |
|       |                    |                                 |         |        |
| 19    | Fritz Gawenus      | BR Deutschland                  | 1:18,96 | 39,48  |